# Sebastian Aagaard-Williams
Sebastian Henry Aagaard-Williams (født 11. august 1988) er dansk sanger og skuespiller, færdiguddannet fra Den Danske Scenekunstskole i 2017.
Aagaard-Williams har medvirket i Jesus & Josefine og Møgunger og været en del af det populære boyband B-Boys. Han har været deltager i Hvem vil være millionær? i 2009 og i Masterchef Danmark i 2012.
Han er opvokset i Farum og blev student i sommeren 2008 på Aurehøj Gymnasium.

## Roller
- Møgunger (2003) – Svend
- Jesus & Josefine (2003) – Jesus
- Oskar og Josefine (2005) – Jesus
- Junglebogen[flertydigt link ønskes præciseret] (efteråret 2008 på Nørrebro Teater) – Mowgli
- Skatteøen (2009-2011) – Jim Hawkins
- Musicalen Hair (kendt efter filmen af samme navn) (2013) - Harim